# Лебедев, Георгий Николаевич
Георгий Николаевич Лебедев (14 января 1920, ст. Топки, совр. Кемеровская область — 6 февраля 1991, Новосибирск) — советский диктор новосибирского радио (1951—1980).

## Биография
Родился 14 января 1920 года на станции Топки (территория современной Кемеровской области).
Ещё в довоенное время связал свою жизнь с работой на радио: был корреспондентом и редактором «Последних известий» в Игарке Красноярского края при местном радиокомитете (1939—1940). В 1941—1945 годах по причине сокращения коллектива радиокомитета работал в Дудинке (Таймырский округ), после чего в течение двух лет трудился редактором заполярного радиокомитета. Жил во Фрунзе.
В сентябре 1951 года стал диктором Новосибирского комитета радиоинформации. Уже год спустя его работа была отмечена первой квалификационной категорией. К этому времени Лебедев успешно справлялся с чтением последних известий, фельетонов, очерков и передовых статей. Он постоянно участвовал в ежегодных репортажах-трансляциях с октябрьских и первомайских праздников.
В 1960-х годах совместно с В. В. Литвиновым основал курсы дикторской подготовки при областном комитете по радиовещанию и телевидению, ставшие для многих базой их будущей карьеры на радио.
В декабре 1960 года был признан диктором высшей категории, подтвержденной в марте 1974 года на курсах повышения квалификации при Всесоюзном радио.
1 января 1980 года вышел на пенсию.
Умер 6 февраля 1991 года в Новосибирске.